# Benson Koech
Benson Koech (Kenia, 10 de noviembre de 1974) es un atleta keniano retirado especializado en la prueba de 800 m, en la que consiguió ser subcampeón mundial en pista cubierta en 1995.

## Carrera deportiva
En el Campeonato Mundial de Atletismo en Pista Cubierta de 1995 ganó la medalla de plata en los 800 metros, llegando a meta en un tiempo de 1:47.51 segundos, tras el jamaicano Clive Terrelonge y por delante del checo Pavel Soukup (bronce).